# Dwór w Zgłobicach
Dwór w Zgłobicach (Dwór Prezydencki) – XIX-wieczny dwór szlachecki, znajdujący się w miejscowości Zgłobice, w gminie Tarnów w powiecie tarnowskim województwa małopolskiego.

## Historia dworu

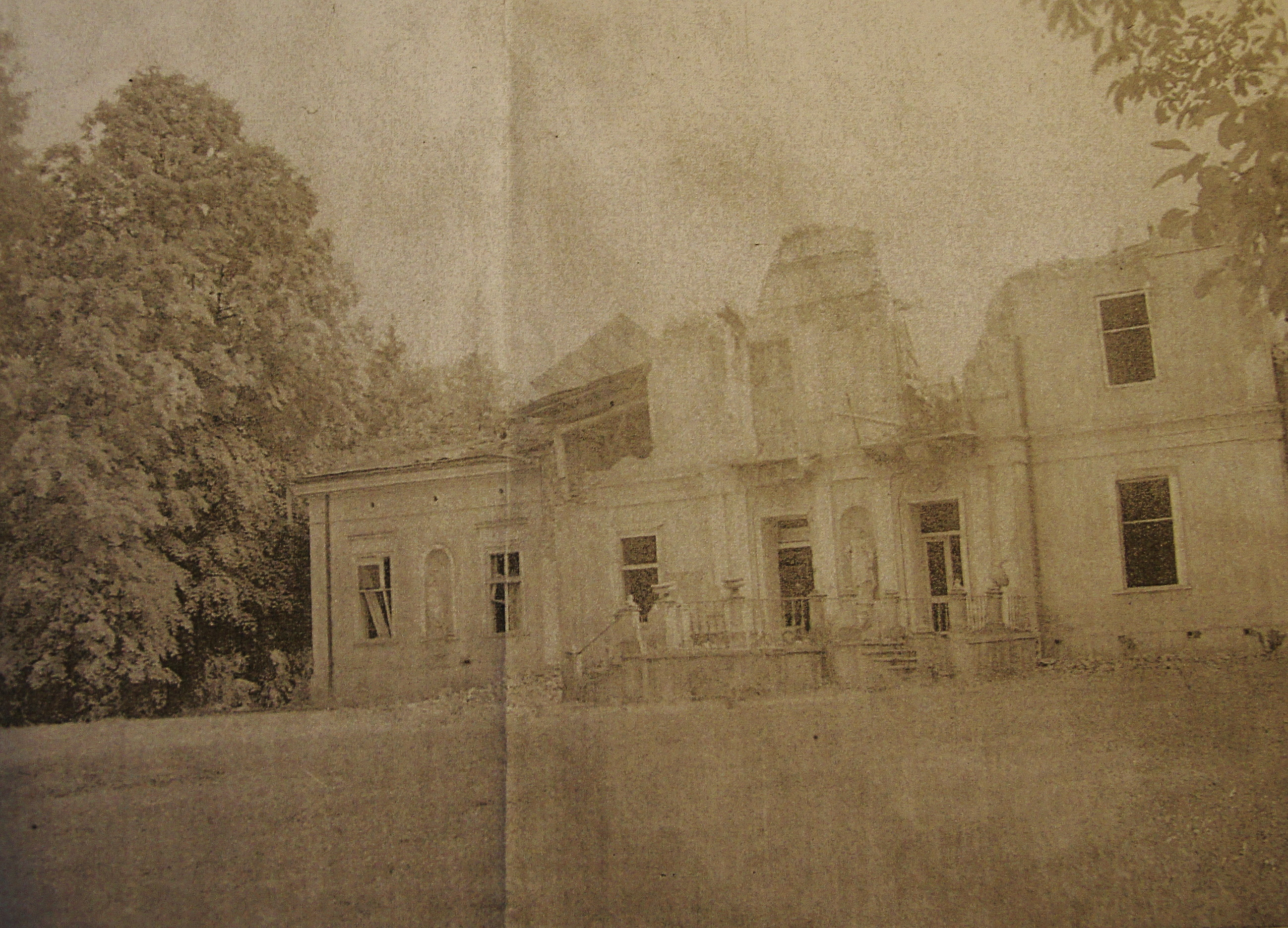
Dwór zniszczony przez pocisk moździerzowy 10. 05. 1915

Dwór zlokalizowany jest na wywyższeniu rozległej skarpy nad rzeką Dunajec. W miejscu historycznie związanym z lokalizacją dawnego grodziska i zamku z XIV wieku. W XIX w. zgłobicki majątek należał do hrabiny Aleksandry Lanckrońskiej i jest prawdopodobne, iż istniejący dwór ona właśnie zbudowała, a przebudowali nieco później Turnauowie. Na planie katastralnym z 1848 r. był już zaznaczony zespół dworsko-parkowy pochodzący z pierwszej połowy XIX wieku. W drugiej połowie XIX wieku na miejscu drewnianego wzniesiono murowany dwór i zasadzono nowe drzewa (aleję kasztanową). Wprowadzono też niewielkie zmiany w rozplanowaniu parku. W 1886 r. właścicielem Zgłobic był hrabia Jan Zborowski, którego żoną od 1896 r. była Helena Zborowska, pisarka powieści historycznych i młodzieżowych, z których kilka powstało właśnie w Zgłobicach.
Po rodzinie Zborowskich właścicielami posiadłości byli Turnauowie. W trakcie I wojny światowej dwór, który pierwotnie był budynkiem dwukondygnacyjnym w wyniku bombardowania stracił dach. Podczas odbudowy nie odtworzono w pełni funkcji poddasza.

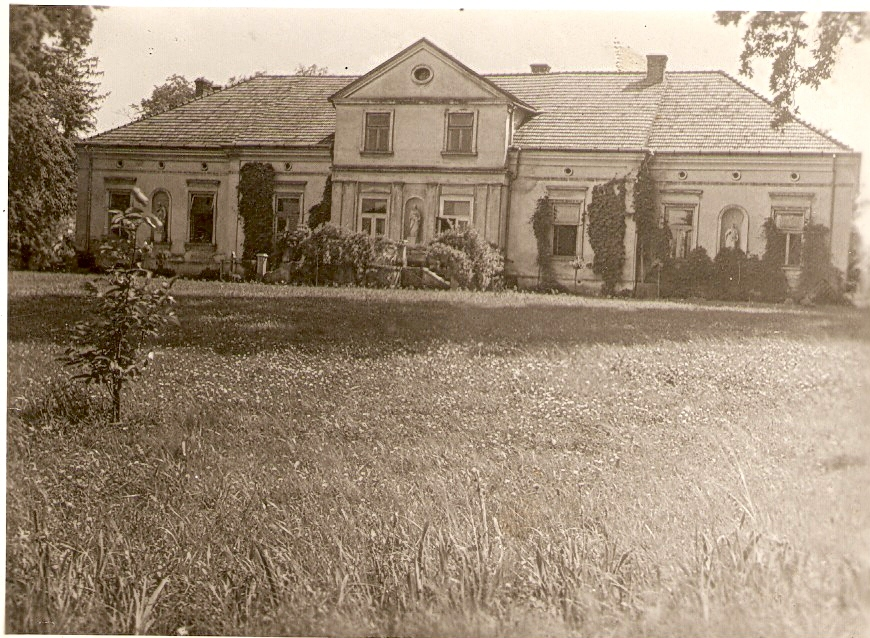
Dwór w latach 30. XX wieku

### Okres międzywojenny i II wojna światowa

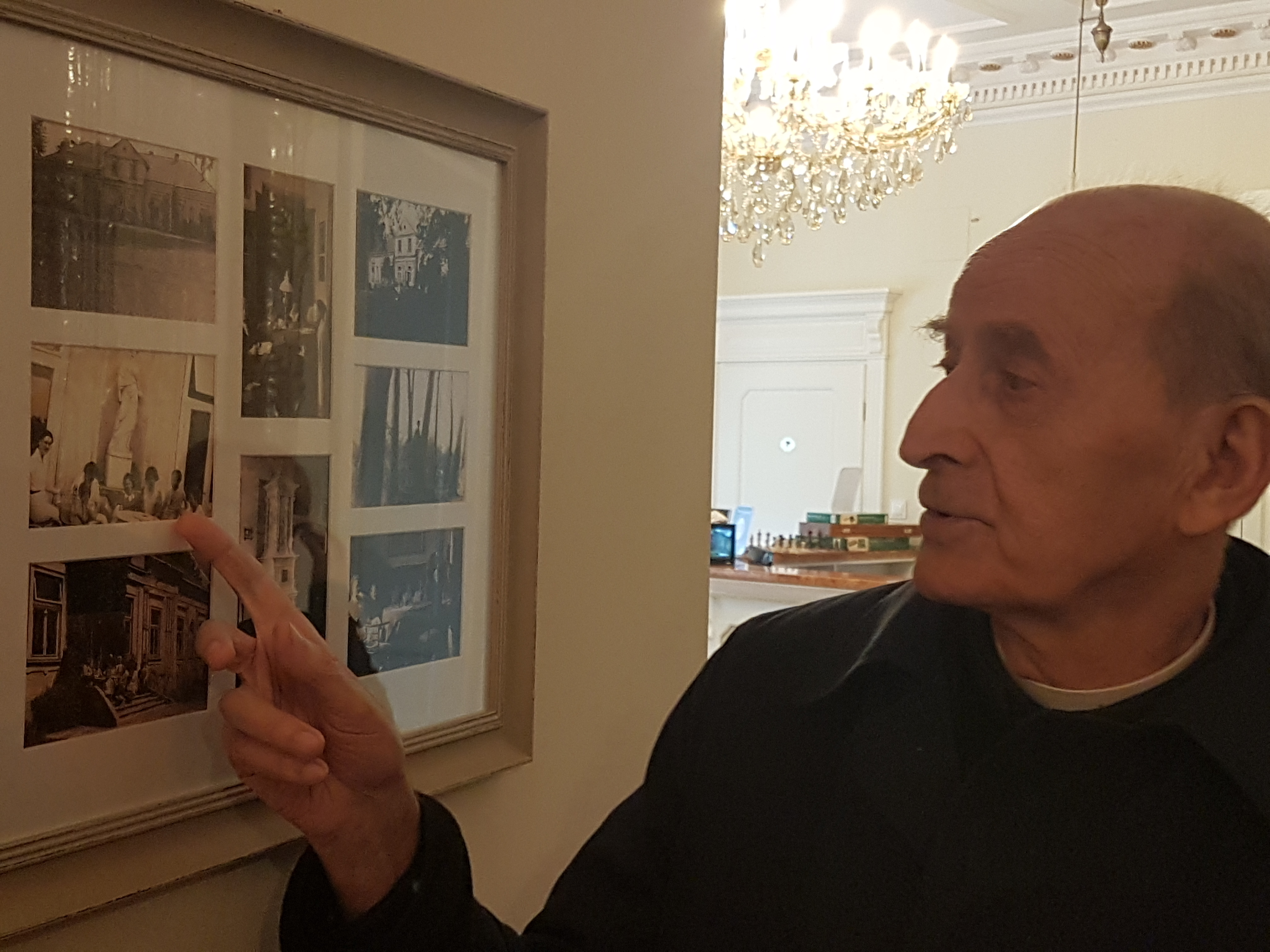
Jerzy Adam Marszałkowicz z wizytą w dawnym domu rodzinnym 2018 r.

W 1922 r. Zofia Turnau dostała Zgłobice od swojego ojca Jerzego Turnaua, założyciela uczelni Wyższe Kursy Ziemiańskie we Lwowie. W 1924 r. Zofia Turnau wyszła za Adama Marszałkowicza, z którym zarządzała majątkiem Zgłobice aż do 1945 r. W domu mieszkały także ich dzieci: Teresa, Andrzej, Helena, Jan, Maria, Jerzy i Anna oraz wielu gości. W tamtych czasach dwór stale gościł kogoś z bliższej lub dalszej rodziny oraz przyjaciół. Odwiedziny trwały zwykle minimum kilka dni. Goście najczęściej mieszkali w willi na wzgórzu. Dwór był typowym podmiejskim majątkiem, który utrzymywał się z działalności rolniczej. Niemal codziennie wozy zawoziły płody rolne na tarnowski rynek.
Adam Marszałkowicz z Brzezia, herbu Zadora był w latach 1933–1934 pierwszym prezydentem Tarnowa. Z uwagi na ten fakt dwór nosi obecną nazwę „Dwór Prezydencki”.
Tu także urodził się i wychował Jerzy Adam Marszałkowicz – syn Zofii Turnau i Adama Marszałkowicza, polski duchowny katolicki i założyciel Towarzystwa Pomocy im. Św. Brata Alberta, które pomaga ubogim i bezdomnym.
W czasie II wojny światowej w piwnicy wilii na wzgórzu obok dworu została uruchomiona produkcja granatów ręcznych tzw. Sidolówek na użytek AK, prowadzona przez Jana Dębskiego, działacza Stronnictwa Ludowego „Piast”, posła i wicemarszałka Sejmu RP, ukrywanego przed okupantem w Zgłobicach. O skali produkcji świadczy fakt, że materiały do produkcji przywożone były ciężarówkami, a ich rozprowadzaniem zajmował się cały zespół ludzi. Produkcja odbywała się w pełnej konspiracji. „Linia produkcyjna” w willi była ukrywana pod suszącymi się liśćmi tytoniu, który był uprawiany specjalnie po to, aby jego dużymi i intensywnie pachnącymi liśćmi maskować fabryczkę granatów. W czasie produkcji syn Adama Marszałkowicza – Andrzej stał na czatach, aby informować o ewentualnych nieproszonych gościach. Jedną z form wywożenia granatów z dworu było ich ukrywanie na dnie baniek wypełnionych mlekiem.
Już po wojnie Adam Marszałkowicz opowiadał, jak to Niemcy zatrzymali go kiedyś wiozącego na rowerze kosz z granatami przykrytymi jabłkami. Zapytali go, co wiezie, zostali poczęstowani jabłkami, po czym z granatami pojechał dalej.

### Okres powojenny i czasy współczesne

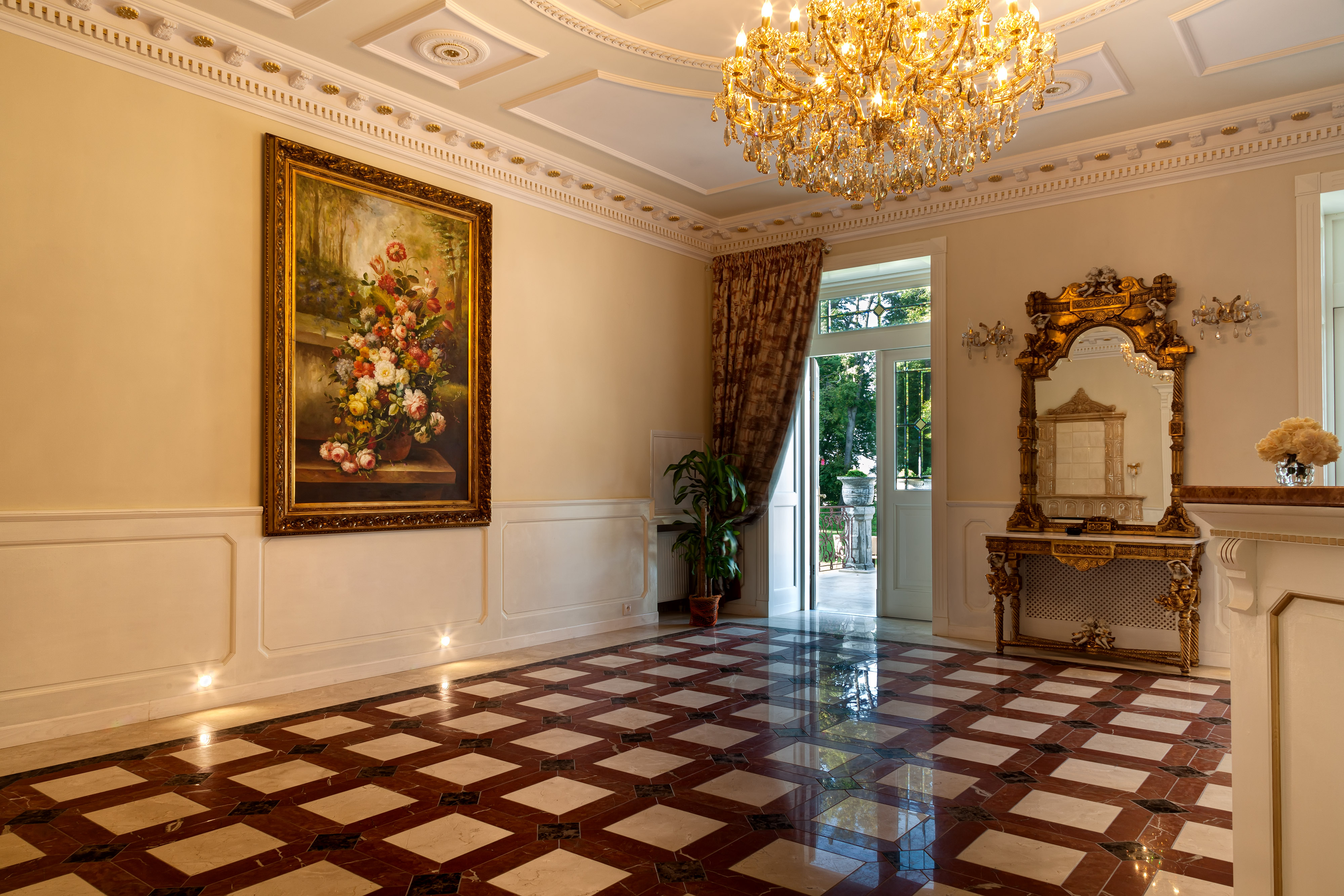
Recepcja Hotelu

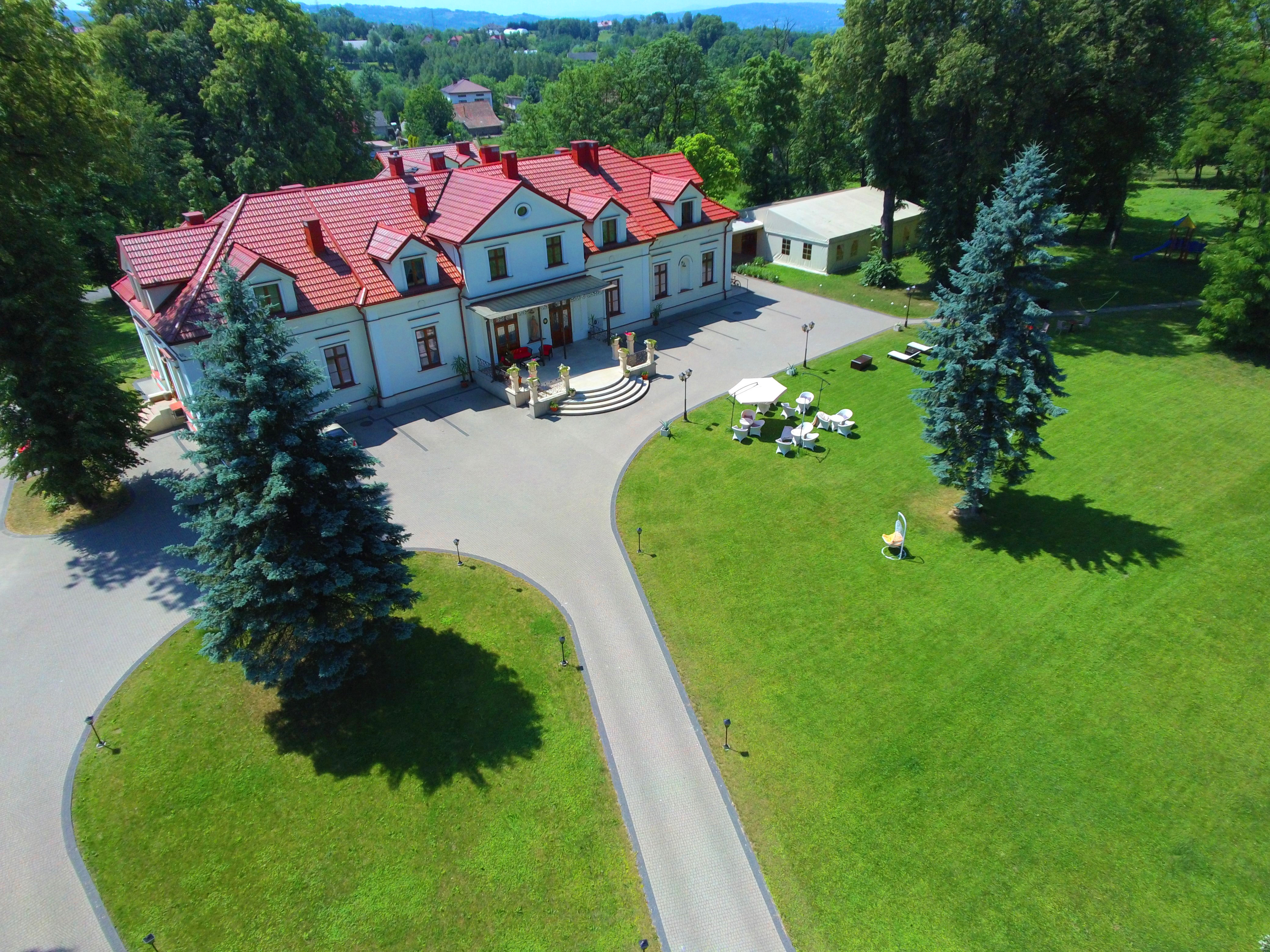
Z lotu ptaka

Działalność Adama Marszałkowicza i jego rodziny (w wytwórni pracowały też najstarsze dzieci Zofii i Adama Marszałkowiczów), a w szczególności pełniona przez niego funkcja Powiatowego Delegata Rządu Londyńskiego z ramienia AK stały się przyczyną bezprawnego przejęcia na cele reformy rolnej majątku Zgłobice. Zgłobice zabrano 23 lutego 1945 r, ale Zofia Marszałkowicz złożyła odwołanie, w którym wykazała, że majątek Zgłobice nie przekraczał 50 ha. Majątek został zmierzony przez mierniczego powiatowego i 4 maja 1945 r. Prezes Wojewódzkiego Urzędu Ziemskiego w Krakowie zawiadomił Zofię Marszałkowicz, że nieruchomość nie podpada pod działanie przepisów art. 2, ust.1 pkt e Dekretu PKWN. 1 sierpnia 1945 r. Zgłobice zostały zwrócone prawowitej właścicielce, a nowi nabywcy rozparcelowanych gruntów zwrócili dobrowolnie dokumenty nadania ziemi. Później jeszcze kilkakrotnie majątek zabierano i oddawano. Formalne upaństwowienie nastąpiło aktem w 1959 r. W dworku po wojnie mieściła się szkoła podstawowa, a później Ośrodek Doradztwa Rolniczego. W 1974 r. dwór z założeniem parkowym oraz dwoma oficynami został wpisany jest do rejestru zabytków. W latach 1976–1978 budynek przeszedł kapitalny remont.
W 1991 r. zapadła decyzja o zwrocie majątku prawowitej właścicielce. Reprywatyzacja stała się przyczyną długoletniego sporu prawnego między Gminą Tarnów a rodziną Marszałkowiczów. Opuszczony dwór został rozszabrowany i zdewastowany. Ostateczną decyzję o zwrocie majątku Zgłobice Ministerstwo Rolnictwa wydało 10 kwietnia 2007 r. Trzy lata później dwór wraz z parkiem nabył Tadeusz Rzońca – tarnowski biznesmen, właściciel rodzinnej sieci hoteli i restauracji „Cristal Park”. Generalny remont zakończony został w 2014 r. W obiekcie, nazwanym dla upamiętnienia Adama Marszałkowicza „Dworem Prezydenckim”, prowadzona jest działalność w branży hotelarsko-gastronomicznej.